# Basic Encoding Rules
Basic Encoding Rules (abbreviazione BER) è un sistema di codifica composto da una serie di regole per la conversione di dati eterogenei in flussi di byte.
La codifica BER è strettamente legata allo standard ASN.1 ed è utilizzata per le comunicazioni SNMP e LDAP.

## Sistema di codifica
Il sistema di codifica è basato sul concetto di tripla <T,L,V> (Type o Tag, Length, Value) dove:
- Type o Tag : indica il tipo del dato codificato
- Length : indica la lunghezza in byte di "Value"
- Value : È il dato codificato vero e proprio

Quindi ad esempio per codificare il dato 7 come INTERO occorreranno 3 bytes:
- il primo che indica il Type (INTERO = 02₁₆);
- il secondo che indica la Length di v (in questo caso = 01₁₆).
- il terzo è la codifica del dato INTERO secondo le regole BER (in questo caso 07₁₆);

In definitiva INTEGER 7 in BER diviene 020107₁₆ dove si distinguono chiaramente T,L e V.

## BER e ASN.1
BER è strettamente legata ad ASN.1 soprattutto per quanto riguarda i tipi di dati.
Come si può immaginare la codifica di V dipende dal tipo T.
Ci sono alcuni tipi predefiniti in ASN.1 (si dice che sono Tag appartenenti alla Class UNIVERSAL).
Per maggiori informazioni a tal proposito consultare OSS Nokalva - Books Overview.

## Codifica BER
In generale quando si deve effettuare la codifica BER di un dato si procede nel seguente modo:
1. si codifica T;
2. si codifica V;
3. dalla lunghezza di V si passa alla codifica di L.

Vediamo ora la codifica di ogni campo.

### Codifica di T
La codifica del campo T di solito chiede un unico Byte. La codifica dipende dai seguenti fattori:
- La classe di appartenenza del Tag
- Il tipo è PRIMITIVE o CONSTRUCTED
- L'identificativo del Tag nella classe di appartenenza

Se l'identificativo del tipo {\displaystyle 0<=ID<=30} allora la codifica di T richiede un unico byte, altrimenti il numero di byte di T dipenderà dal valore di ID

#### Primo byte di T
Vediamo qui sotto come si presenta il primo byte di T:

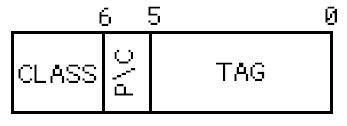
Primo byte di T

La codifica di CLASS segue la seguente tabella:
```
 bit 7     bit 6         CLASS
 -----------------------------------
   0        0          UNIVERSAL
   0        1         APPLICATION
   1        0        context-specific
   1        1           PRIVATE
```

Il bit P\C = 0 indica che il tipo è PRIMITIVE (cioè è un tipo semplice come INTEGER o OID)
Il bit P\C = 1 indica che il tipo è CONSTRUCTED (cioè è un tipo composto da più tipi semplici come ad es. SEQUENCE)
I 5 bit di TAG invece:
- Contengono il valore binario di ID se {\displaystyle 0<=ID<=30}
- Contengono {\displaystyle 11111_{2}} se {\displaystyle ID>30}

Nel primo caso, come è stato già detto, il T è composto da un unico byte. 
Nel secondo caso vanno invece codificati gli altri bytes di T.

#### Altri byte di T
Per codificare gli altri byte si procede nel seguente modo:
1. si converte l'ID in binario
2. si aggiunge un 1 ogni 7 bit
3. si completa il byte con un 0 in testa

NB !!! appena corretto!!! l'ultimo byte che compone l'ID viene composto con uno '0' in testa, proprio per indicare che l'ID finisce con quel byte.
Ad es. se ID = 250 in base 10, allora:
1. {\displaystyle 250_{10}=FA_{16}=11111010_{2}}
2. {\displaystyle 11111010->1{\textbf {1}}1111010}
3. {\displaystyle 1{\textbf {1}}1111010->{\textbf {1}}0000001~{\textbf {0}}1111010}

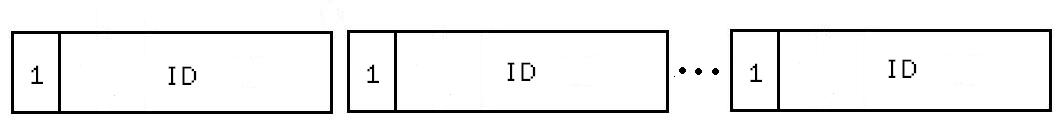
Altri bytes di T

In definitiva ID = 250 viene codificato con {\displaystyle 81FA_{16}}

#### Esempio 1 di codifica di T
Codifica di INTEGER. Questo è di classe UNIVERSAL ed è PRIMITIVE.
Il suo ID nella classe UNIVERSAL è 2.
{\displaystyle ID<=30} e quindi basterà 1 solo byte per T
Quindi:
CLASS = 00
P\C = 0
Tag = 00010
da cui se segue:
{\displaystyle T=02_{16}}

#### Esempio 2 di codifica di T
Supponiamo di voler codificare un tipo PRIVATE e PRIMITIVE con {\displaystyle ID=250_{10}}
{\displaystyle ID>30} e quindi serviranno più byte per T
Primo byte:
CLASS = 11
P\C = 0
Tag = 11111 --> {\displaystyle primobyte=11011111_{2}=DF_{16}}
Altri byte (come abbiamo visto in precedenza) sono pari a {\displaystyle 81FA_{16}} perché {\displaystyle ID=250_{10}}
In definitiva in questo caso {\displaystyle T=DF81FA_{16}} ed è di 3 byte.

### Codifica di L
In questa sezione si indica con Len(V) il numero di byte di V.
La codifica di L è strettamente legata alla lunghezza del dato codificato V. 
Se si conosce a priori Len(V) allora si procede con la codifica definite length, altrimenti si applica la codifica indefinite length. La prima tecnica è preferibile in quanto permette un Decoding più semplice.

#### Encoding di L 'definite length'
In questo tipo di encoding si distinguono 2 casi distinti:
1. se {\displaystyle Len(V)<=127} allora L viene codificato in 1 byte (short definite form)
2. se {\displaystyle Len(V)>127} allora L viene codificato in più byte (long definite form)

##### Caso 1:Lin 1 byte -short definite form
Questo è il caso più semplice. V è codificato in meno di 127 bytes ed L contiene esclusivamente il valore di Len(V) in esadecimale.
Il limite di 127 byte è dato dal fatto che 127 è 7F in esadecimale (01111111 in binario) e quindi il primo bit di L è sicuramente zero.
Ciò è utile in fase di Decoding, infatti se il primo bit è zero, significa che è stata usata la codifica di L su un solo byte.

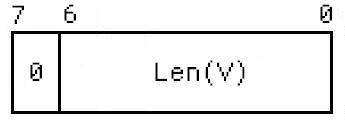
L in Short Defined Form

##### Caso 2:Lin più bytes -long definite form
In questo caso si procede nel seguente modo:
1. si codifica in binario Len(V)
2. si calcola {\displaystyle Len(Len(V))}, cioè la lunghezza in bytes di Len(V)
3. si pone nel primo byte di L =  {\displaystyle Len(Len(V))+80_{16}}
4. si pone nei bytes seguenti Len(V)

La formula del punto 3 ha la seguente giustificazione:
- aggiungendo {\displaystyle 80_{16}} si obbliga l'ultimo bit del primo byte di L ad essere 1.
- nei primi 7 bit del primo byte di L c'è in realtà la lunghezza dei byte restanti di L, infatti  {\displaystyle Len(Len(V))+1}           indica proprio la lunghezza di L

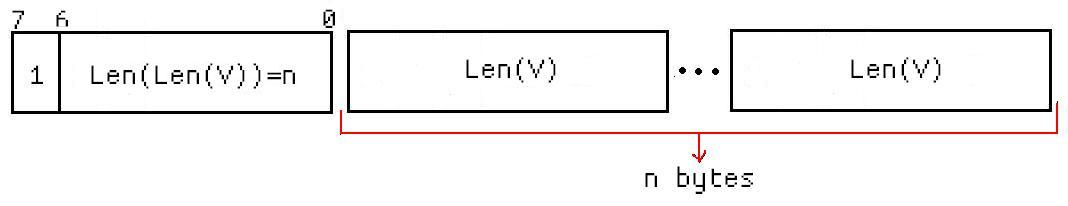
L in Long Defined Form

In fase di Decoding per capire che stiamo usando una codifica di L su più byte di tipo long definite form deve quindi essere:
- il primo bit del primo byte di L= 1
- gli altri 7 bit del primo byte devono essere diversi da {\displaystyle 0000000_{2}}

##### Esempio 1 di Codifica di L indefinite form
V è codificato su 120 bytes.
Poiché {\displaystyle 120<127} deve essere quindi usata la short definite form
In definitiva:{\displaystyle L=78_{16}}

##### Esempio 2 di Codifica di L indefinite form
V è codificato su 1000 bytes.
Poiché {\displaystyle 1000_{10}>127_{10}} deve essere quindi usata la long definite form.
Quindi:
1. {\displaystyle Len(V)=1000_{10}=3E8_{16}=03E8_{16}}
2. {\displaystyle Len(Len(V))=2_{10}=02_{16}}
3. byte 1 di L  {\displaystyle =Len(Len(V))+80_{16}=82_{16}=10000010_{2}}
4. bytes 2,3 di L  {\displaystyle =Len(V)=03E8_{16}}

In definitiva:{\displaystyle L=8203E8_{16}} ed è di {\displaystyle Len(Len(V))+1=2+1=3bytes}

#### Encoding 'indefinite length'
Questo tipo ti encoding è usato quando non si conosce la Len(V) a priori.
In questo caso si procede con i seguenti passi:
- si pone {\displaystyle L=10000000_{2}=80_{16}}
- si aggiunge V
- in coda a V si aggiungono 2 bytes di zeri {\displaystyle 0000_{16}}

### Codifica di V
La codifica di V, come è stato più volte detto, dipende dal tipo T e dalla sua definizione tramite sintassi ASN.1 In questa sede sarà illustrata la codifica dei 3 tipi principali: INTEGER, OCTECT STRING e OBJECT ID. Per una panoramica completa di codifica decodifica si rimanda ancora a OSS Nokalva - Books Overview o OSS Nokalva - Books Overview

#### Codifica diINTEGER
La codifica di un dato INTEGER dipende dal suo segno. Il primo bit del primo byte codificato è detto bit segno. Se questo è 0 allora il numero è positivo, altrimenti è negativo.

##### INTEGER Positivi
In questo caso la codifica è data dal valore binario del numero, a patto che si rispetti il bit segno, altrimenti bisogna aggiungere in testa un byte di zeri
Infatti se l'integer è ad es. {\displaystyle 100_{10}} allora si ha:  {\displaystyle valore=100_{10}\to V=100_{10}=64_{16}=01100100_{2}}. In questo caso il bit segno è zero e quindi la codifica è corretta.
Se invece l'integer è ad es. 250 allora si ha:  {\displaystyle V=250_{10}=FA_{16}=11111010_{2}}. In questo caso il bit segno è 1 e quindi in fase di decodifica rappresenterebbe un numero negativo, vanno quindi aggiunti gli zeri in testa. In definitiva {\displaystyle valore=250\to V=250_{10}=FA_{16}=00FA_{16}=0000000011111010_{2}}. Come si può notare, aggiungendo gli zeri in testa il bit segno è correttamente zero.

##### INTEGER Negativi
Per gli integer negativi si utilizza il Complemento a due del valore. Ciò assicura che il bit segno è sempre negativo.
In particolare i passi da seguire sono:
- si codifica {\displaystyle \left|valore\right|} con le regole indicate sopra
- si calcola il Complemento a uno cioè si nega bit a bit
- si aggiunge infine al numero ottenuto {\displaystyle +1_{2}}

Ad esempio se valore = -100 si ha:
- {\displaystyle \left|valore\right|=\left|-100\right|=100_{10}=01100100_{2}} (vedi es. INTEGER Positivi)
- complemento a 1: {\displaystyle 01100100_{2}->10011011_{2}}
- aggiungere {\displaystyle +1_{2}}. Si ottiene {\displaystyle 10011011_{2}+1_{2}=10011100_{2}}

Quindi {\displaystyle valore=-100\to V=10011100_{2}=9C_{16}}
Se invece valore = -250 si ha:
- {\displaystyle \left|valore\right|=\left|-250\right|=250_{10}=0000000011111010_{2}} (vedi es. INTEGER Positivi)
- complemento a 1: {\displaystyle 0000000011111010_{2}->1111111100000101_{2}}
- aggiungere {\displaystyle +1_{2}}. Si ottine {\displaystyle 1111111100000101_{2}+1_{2}=1111111100000110_{2}}

Quindi {\displaystyle valore=-250\to V=1111111100000110_{2}=FF06_{16}}

#### Codifica diOCTECT STRING
In ASN.1 sono definite una grande varietà di stringhe, ma l'OCTECT STRING è quella fondamentale. In questo caso ogni carattere occupa 1 byte e viene utilizzata la codifica ASCII.
Ad esempio l'OCTECT STRING "ciao" viene codificato in 4 byte in {\displaystyle 6369616F_{16}}

#### Codifica diOBJECT IDENTIFIER
Un OBJECT IDENTIFIER (abbreviato è OID) è un identificatore univoco di un campo della MIB.
Un OID è formato da n numeri divisi da n-1 punti. Un esempio di OID è il seguente: 1.2.250.1.16.9
I passi per codificare un OID sono i seguenti:
1. si pone nel primo byte il valore {\displaystyle 40*primonumero+secondonumero}
2. si codificano gli altri numeri in byte separati con le seguenti regole:
  1. se {\displaystyle numero<=127} si usa semplicemente la rappresentazione binaria di numero
  2. se {\displaystyle numero>127} si usa la rappresentazione binaria di numero con: 
    1. uno 0 inframezzato ad ogni 7 bit
    2. un 1 come primo bit del primo byte

Ad esempio codifica di 1.2.250.1.16.9:
- {\displaystyle primobyte=40*1+2=42_{10}=2A_{16}}
- {\displaystyle 250_{10}=FA_{16}=11111010_{2}} -> 1000 0001 | 0111 1010 -> 1000 0001 0111 1010 = {\displaystyle 817A_{16}}
- {\displaystyle 1_{10}=01_{16}}
- {\displaystyle 16_{10}=10_{16}}
- {\displaystyle 9_{10}=09_{16}}

Quindi 1.2.250.1.16.9 -> 2A 817A 01 10 09 = {\displaystyle 2A817A011009_{16}}